# Sculptură

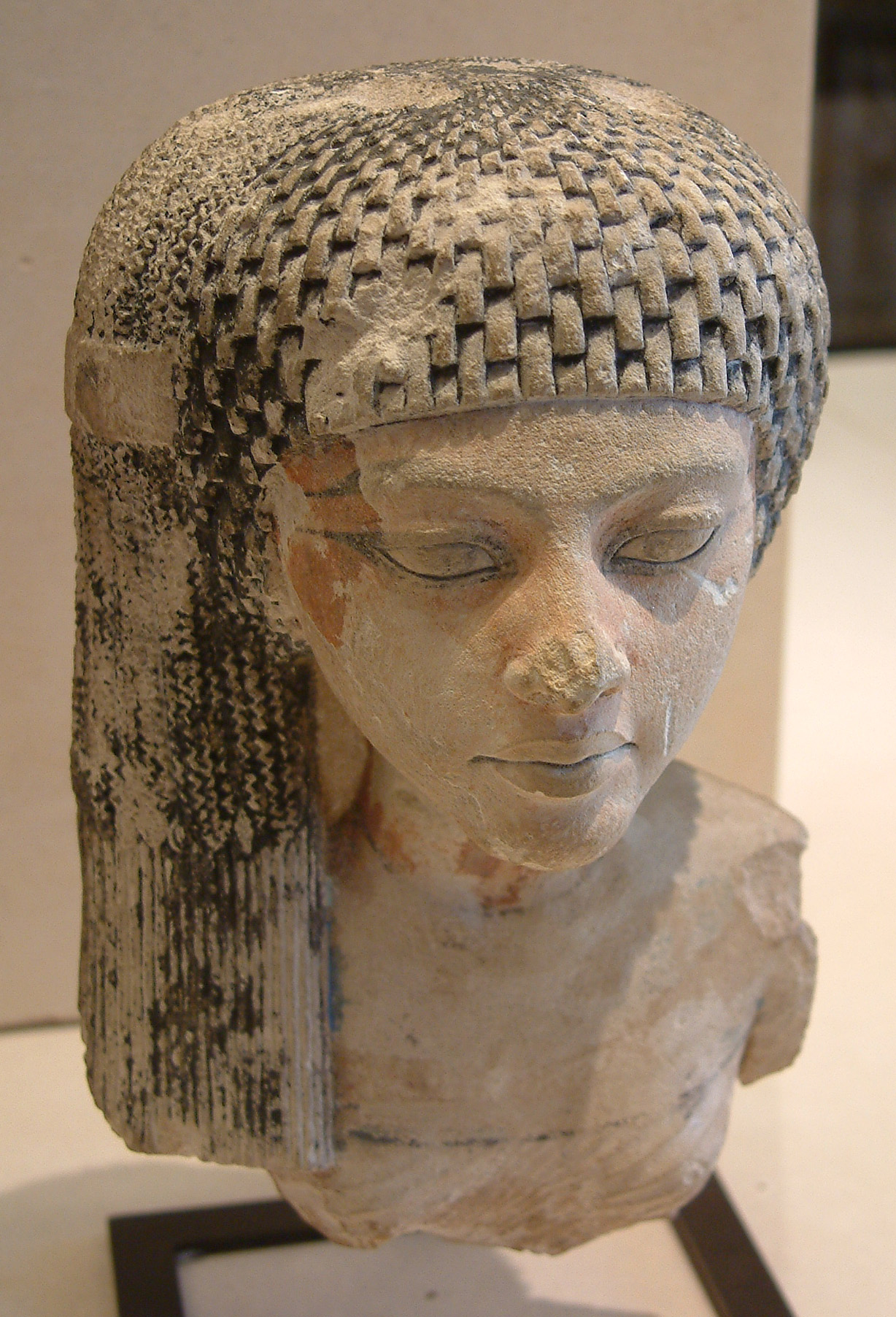
Sculptură antică egipteană din Muzeul Luvru

Sculptura este o artă a volumelor în spațiu care încearcă să atingă coarda sensibilă a persoanelor umane prin expunerea spațială a diferite obiecte reale, tridimensionale. Perceperea obiectelor tridimensionale poate avea loc atât vizual cât și pe cale tactilă. Aparent, sculptura se adresează văzului, dar în realitate această formă de artă se adresează, mai ales, tactilului. Din păcate, nu poate fi atinsă întotdeauna o sculptură, așa cum ar fi firesc, dar se pot compensa cu ușurință convențiile sociale de privire de la distanță a pieselor de sculptură prin vedere, ce are remarcabila proprietate de a transmite la creier și tridimensionalitatea obiectelor, întrucât vederea umană este stereoscopică.
Despre sculptori și modul în care ei s-au exprimat sculptând, în sensul ideii „clasice” de sculptură, folosind materiale naturale precum lutul, piatra și lemnul, precum și despre sculptorii moderni și contemporani, care adaugă noi fațete noțiunii de sculptură, prin folosirea unor materiale inedite, criticii de artă plastică au scris numeroase studii de specialitate.

## Tipuri de sculptură
- Altorelief
- Basorelief
- Relief
- Sculptura în piatră
- Statuie
- Statuie ecvestră